# 贝特尔
贝特尔（法語：Bertre，法語發音：[bɛʁtʁ]）是法国奥克西塔尼大区塔恩省的一个市镇，属于卡斯特尔区。

## 地理
贝特尔（43°35'56"N, 1°56'24"E）面积4.14 平方千米，位于法国奧克西塔尼大區塔恩省，该省份为法国南部内陆省份，北起顺时针与阿韦龙省、埃罗省、奥德省、上加龙省和塔恩-加龙省接壤。
与贝特尔接壤的市镇（或旧市镇、城区）包括：阿佩勒、拉克鲁瓦西耶、马格兰、普拉德、皮洛朗斯。

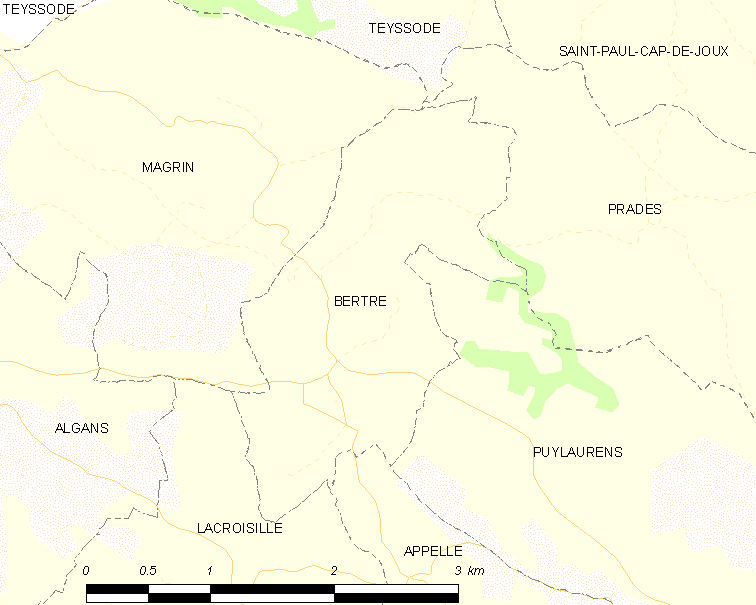
贝特尔的OSM定位图

贝特尔的时区为UTC+01:00、UTC+02:00（夏令时）。

## 行政
贝特尔的邮政编码为81700，INSEE市镇编码为81030。

## 政治
贝特尔所属的省级选区为勒帕斯泰勒县。

## 人口

1962-2008年间贝特尔人口变化图示

贝特尔于2022年1月1日时的人口数量为108人。